# فهرست فرودگاه‌های برونئی
این مقاله شامل فهرست فرودگاه‌های برونئی است که بر پایهٔ مکان قرارگیری آن‌ها مرتب شده است.

## فرودگاه‌ها
| شهر             | ناحیه        | ایکائو | یاتا | نام فرودگاه              | مختصات                                                         |
| بندر سری بگاوان | Brunei-Muara | WBSB   | BWN  | فرودگاه بین‌المللی برونئی | ۰۴°۵۶′۳۹″ شمالی ۱۱۴°۵۵′۴۲″ شرقی / ۴٫۹۴۴۱۷°شمالی ۱۱۴٫۹۲۸۳۳°شرقی |
| Seria / Anduki  | Belait       | WBAK   |      | فرودگاه صحرایی اندوکی    | ۰۴°۳۸′۱۲″ شمالی ۱۱۴°۲۲′۵۲″ شرقی / ۴٫۶۳۶۶۷°شمالی ۱۱۴٫۳۸۱۱۱°شرقی |